# Plan de cierre de minas
El plan de cierre de minas o cierre de minas es un instrumento de gestión ambiental en Perú que estructura las acciones a realizar para rehabilitar el área utilizada o perturbada por la actividad minera a fin de que se torne en un ambiente saludable y adecuado para el desarrollo de la vida y la preservación paisajista.
El cierre de minas no constituye un cese de las actividades mineras, la concesión minera solo se pierde por caducidad, abandono, nulidad, renuncia y cancelación.
El cierre de minas está normado en Perú en base a la ley n.° 28090, Ley que regula el cierre de minas, promulgada el 13 de octubre de 2003 y publicada en el diario oficial El Peruano el día 14 de octubre de 2003. Esta ley fue modificada por la ley n.º 28507, promulgada el 5 de mayo de 2005 y  publicada el 8 de mayo de 2005.

## Contenido
De acuerdo al artículo 5 de la ley n.° 28090, Ley que regula el cierre de minas:

El Plan de Cierre de Minas deberá describir las medidas de rehabilitación, su costo, la oportunidad y los métodos de control y verificación para las etapas de operación, cierre final y post cierre. Asimismo, deberá indicar el monto y plan de constitución de garantías ambientales exigibles

## Tipos de cierre
- Cierre temporal: Suspensión temporal de las actividades por razones operacionales o económicas.[2]
- Cierre progresivo: Cierre de los componentes no útiles para la operación.[2]
- Cierre final: Cierre una vez concluido el ciclo de vida útil de la operación.[4]
- Post cierre: Comprende las actividades de monitoreo y mantenimiento, físico, biológico y social del cierre.[4]

## Proceso de elaboración
1. Definición del cierre.[4]
2. Inventario de los componentes/instalaciones.[4]
3. Descripción de actividades de cada cierre.[4]
4. Identificación de las medidas de mantenimiento y programas de monitoreo post cierre de cada componente/instalación.[4]

## ¿Quiénes deben presentarlo?
Los titulares de actividades mineras de explotación y/o beneficio y en algunos casos en exploración.

## ¿Cuándo se presenta?
Se presenta a nivel conceptual como parte del instrumento de gestión ambiental y luego se presenta a detalle cuando es presentado y aprobado antes de la fase de operación de las actividades mineras.

## Autoridades competentes
- Gobiernos Regionales: Aprobar los Planes de Cierre de Minas, sus modificaciones o actualizaciones, y administrar las garantías financieras constituidas en pequeña minería y minería artesanal. [1]
- Ministerio de Energía y Minas: Aprobar los Planes de Cierre de Minas, sus modificaciones o actualizaciones, y administrar las garantías financieras constituidas en mediana y gran minería. [1]
- Organismo de Evaluación y Fiscalización Ambiental (OEFA) y el Organismo Supervisor de la Inversión en Energía Minería (OSINERGMIN):  Supervisión y cumplimiento de las obligaciones previstas en el cierre de minas, ley de cierre de minas y su reglamento en el marco de competencias en el caso de mediana y gran minería. [1]
- Gobiernos Regionales y Dirección General de Minería del Ministerio de Energía y Minas para el caso de Lima Metropolitana: Supervisión y cumplimiento de las obligaciones previstas en el cierre de minas, ley de cierre de minas y su reglamento en el marco de competencias en el caso de pequeña minería y minería artesanal. [1]

## Garantía ambiental
Los titulares de la actividad minera tienen la obligación de constituir una garantía ambiental que cubra el costo estimado al plan de cierre de minas, de la remediación ambiental y las medidas vinculadas a impactos ambientales negativos identificados por la autoridad ambiental competente. Estas garantías serán administrados por el MINEM o el Gobierno Regional, según sea el caso.

## Incumplimiento del plan de cierre
En caso el titular incumpla las obligaciones contenidas en el plan de cierre, debe facilitar en el acceso a la unidad minera en el plazo de 10 días a la autoridad ambiental competente para que elabore un informe de sustento de las medidas que se deben tomar, ello sin perjuicio de las acciones de las sanciones que correspondan.

## Modificación y/o actualización del plan de cierre de minas.
Cuando un proyecto amplíe su vida útil, el titular debe actualizar los instrumentos de gestión ambiental, entre ellos se encuentra el estudio de impacto ambiental y el plan de cierre de minas. esta modificación del plan de cierre en el plazo de un año de aprobado el EIA o cuando haya un cambio significativo en el proceso productivo o a pedido de la autoridad.
El plan de cierre de minas es un instrumento dinámico que se debe actualizar en primera instancia a los tres años de su aprobación y posteriormente cada cinco años. 